# Lovers Rock (Album)
Lovers Rock ist das fünfte Studioalbum der nigerianisch-britischen Soul- und R&B-Sängerin Sade Adu. Es erschien im November 2000 bei Epic Records.

## Entstehung und Veröffentlichung
Die Erstveröffentlichung von Lovers Rock erfolgte am 8. November 2000 bei Epic Records in Japan (Katalognummer: ESCA 8243). Am 13. November 2000 erschien das Album in Europa (Katalognummer: 500766 2) sowie einen Tag später in den Vereinigten Staaten (Katalognummer: EK 85185). Das Album erschien in seiner Originalausführung als CD und LP (Katalognummer: 500766 1) mit elf Titeln.
Mit Ausnahme von zwei Liedern wurden alle Titel vom Trio Sade Adu, Andrew Hale und Stuart Matthewman geschrieben. Die übrigen beiden Titel wurden von Adu und Paul S. Denman verfasst. Die Interpretin zeichnete zudem für die Produktion verantwortlich.

## Titelliste
1. By Your Side – 4:34
2. Flow – 4:34
3. King of Sorrow – 4:53
4. Somebody Already Broke My Heart – 5:01
5. All About Our Love – 2:40
6. Slave Song – 4:12
7. The Sweetest Gift – 2:18
8. Every Word – 4:04
9. Immigrant – 3:48
10. Lovers Rock – 4:13
11. It’s Only Love That Gets You Through – 3:53

## Singleauskopplungen
| Jahr | Titel          | Höchstplatzierung, Gesamtwochen, AuszeichnungChartplatzierungen (Jahr, Titel, , Platzierungen, Wochen, Auszeichnungen, Anmerkungen) | Höchstplatzierung, Gesamtwochen, AuszeichnungChartplatzierungen (Jahr, Titel, , Platzierungen, Wochen, Auszeichnungen, Anmerkungen) | Höchstplatzierung, Gesamtwochen, AuszeichnungChartplatzierungen (Jahr, Titel, , Platzierungen, Wochen, Auszeichnungen, Anmerkungen) | Höchstplatzierung, Gesamtwochen, AuszeichnungChartplatzierungen (Jahr, Titel, , Platzierungen, Wochen, Auszeichnungen, Anmerkungen) | Höchstplatzierung, Gesamtwochen, AuszeichnungChartplatzierungen (Jahr, Titel, , Platzierungen, Wochen, Auszeichnungen, Anmerkungen) | Anmerkungen                                                |
| Jahr | Titel          | DE | AT | CH | UK | US | Anmerkungen                                                |
| ---- | -------------- | --- | --- | --- | --- | --- | ---------------------------------------------------------- |
| 2000 | By Your Side   | DE67 (4 Wo.)DE | — | CH61 (12 Wo.)CH | UK17 Silber · (5 Wo.)UK | US75 (11 Wo.)US | Erstveröffentlichung: 30. Oktober 2000 Verkäufe: + 260.000 |
| 2001 | King of Sorrow | — | — | — | UK59 (1 Wo.)UK | — | Erstveröffentlichung: 26. Februar 2001                     |

## Rezeption
| Professionelle Bewertungen | Professionelle Bewertungen |
| -------------------------- | -------------------------- |
| Kritiken                   |                            |
| Quelle                     | Bewertung                  |
| allmusic                   | [ 4 ]                      |
| The Guardian               | [ 5 ]                      |
| Rolling Stone              | [ 6 ]                      |
| USA Today                  | [ 7 ]                      |

Bei den Grammy Awards 2002 gewann Lovers Rock die Auszeichnung in der Kategorie Best Pop Vocal Album.

## Kommerzieller Erfolg

### Chartplatzierungen
Lovers Rock stieg in der Woche zum 2. Dezember 2000 auf Platz 3 der Billboard 200 ein. In den US Jahrescharts für 2001 belegte das Album Platz 14. Im Vereinigten Königreich debütierte der Tonträger auf Platz 18, was gleichzeitig seine Höchstposition in den britischen Charts darstellt. In Deutschland stieg Lovers Rock am 27. November 2000 auf Platz 4 in die deutschen Charts ein. Insgesamt hielt sich das Album 25 Wochen in den deutschen Charts. Des Weiteren erreichte das Album u. a. in Schweden, Frankreich, Italien und Norwegen die Top Fünf der Charts.
| ChartsChartplatzierungen       | Höchstplatzierung | Wochen |
| ------------------------------ | ----------------- | ------ |
| Deutschland (GfK)              | 4 (25 Wo.)        | 25     |
| Österreich (Ö3)                | 5 (19 Wo.)        | 19     |
| Schweiz (IFPI)                 | 6 (20 Wo.)        | 20     |
| Vereinigte Staaten (Billboard) | 3 (58 Wo.)        | 58     |
| Vereinigtes Königreich (OCC)   | 18 (22 Wo.)       | 22     |

| ChartsJahrescharts (2000) | Platzierung |
| ------------------------- | ----------- |
| Schweiz (IFPI)            | 83          |

| ChartsJahrescharts (2001) | Platzierung |
| ------------------------- | ----------- |
| Deutschland (GfK)         | 60          |
| Österreich (Ö3)           | 41          |
| Schweiz (IFPI)            | 83          |

### Auszeichnungen für Musikverkäufe
Lovers Rock wurde 2001 in Deutschland für mehr als 300.000 verkaufte Einheiten mit einer Platin-Schallplatte ausgezeichnet. In den Vereinigten Staaten wurde das Album 2001 für über drei Millionen Verkäufe mit dreifach-Platin ausgezeichnet.
| Land/Region                  | Auszeichnungen für Musikverkäufe (Land/Region, Auszeichnung, Verkäufe) | Verkäufe    |
| ---------------------------- | ---------------------------------------------------------------------- | ----------- |
| Australien (ARIA)            | Gold                                                                   | 35.000      |
| Belgien (BRMA)               | Gold                                                                   | 25.000      |
| Brasilien (PMB)              | Gold                                                                   | 100.000     |
| Dänemark (IFPI)              | Gold                                                                   | 25.000      |
| Deutschland (BVMI)           | Platin                                                                 | 300.000     |
| Europa (IFPI)                | Platin                                                                 | (1.000.000) |
| Finnland (IFPI)              | —                                                                      | 13.069      |
| Frankreich (SNEP)            | 2× Gold                                                                | 200.000     |
| Italien (FIMI)               | 3× Platin                                                              | 300.000     |
| Japan (RIAJ)                 | Gold                                                                   | 100.000     |
| Kanada (MC)                  | 2× Platin                                                              | 200.000     |
| Neuseeland (RMNZ)            | Gold                                                                   | 7.500       |
| Niederlande (NVPI)           | Gold                                                                   | 50.000      |
| Norwegen (IFPI)              | Gold                                                                   | 25.000      |
| Österreich (IFPI)            | Gold                                                                   | 25.000      |
| Polen (ZPAV)                 | Platin                                                                 | 70.000      |
| Schweden (IFPI)              | Platin                                                                 | 80.000      |
| Schweiz (IFPI)               | Platin                                                                 | 25.000      |
| Spanien (Promusicae)         | Platin                                                                 | 100.000     |
| Vereinigte Staaten (RIAA)    | 3× Platin                                                              | 3.900.000   |
| Vereinigtes Königreich (BPI) | Platin                                                                 | 300.000     |
| Insgesamt                    | 11× Gold · 15× Platin ·                                                | 5.680.569   |

Hauptartikel: Sade Adu/Auszeichnungen für Musikverkäufe